# Thiville
Thiville település Franciaországban, Eure-et-Loir megyében. Lakosainak száma 337 fő (2022. január 1.). Thiville Châteaudun, La Chapelle-du-Noyer, Cloyes les Trois Rivières és Villemaury községekkel határos.

## Népesség
A település népessége az elmúlt években az alábbi módon változott:
| Lakosok száma | 429  | 367  | 377  | 348  | 360  | 347  | 342  | 341  | 341  | 337  |
|               | 1968 | 1982 | 1990 | 2006 | 2013 | 2015 | 2017 | 2019 | 2020 | 2022 |